# Iberia (terrane)

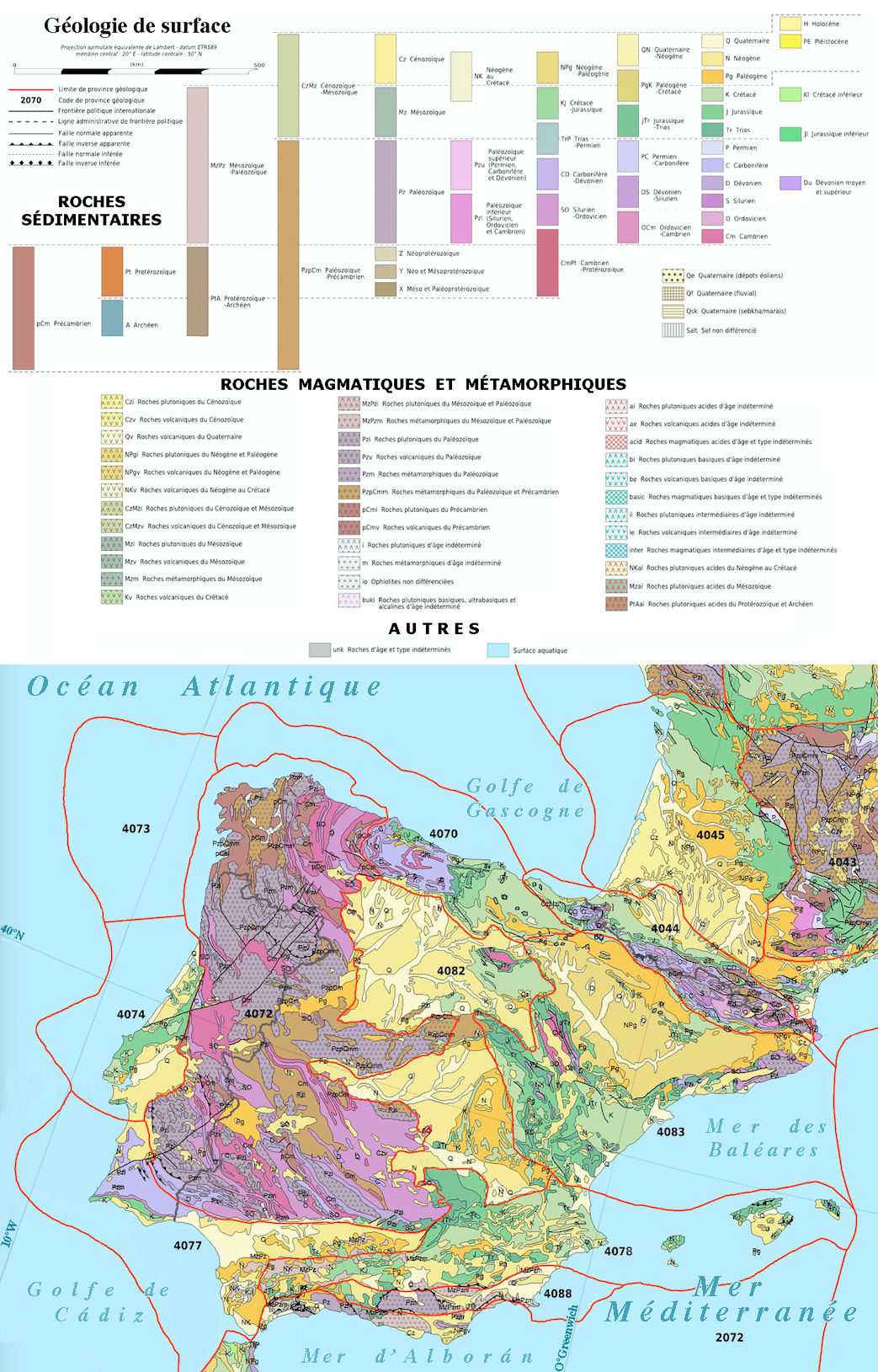
Géologie de la péninsule ibérique actuelle : les roches notées Pt et X, Y, Z (nuances marron) proviennent du superterrane hunnique, celles en nuances violettes datent du Paléozoïque.

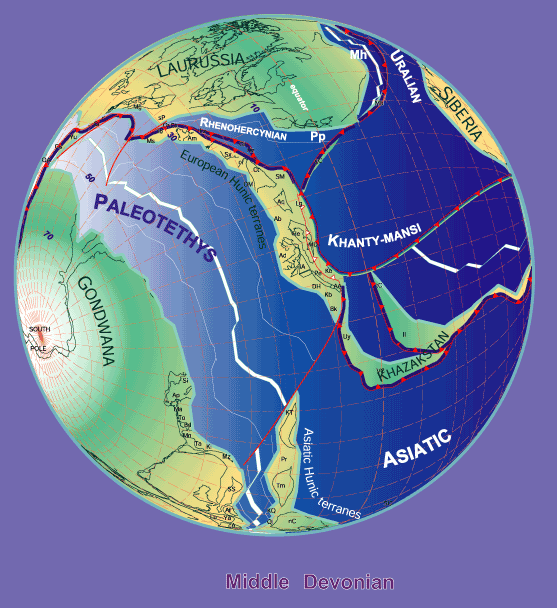
Reconstruction paléogéographique il y a 380 millions d’années, de fragments continentaux périgondwaniens au sein du superterrane hunnique (en bas de la carte).

Pour les articles homonymes, voir Iberia (homonymie).
L'Iberia est un terrane datant du Paléozoïque formant l'ouest de l'actuelle péninsule Ibérique.

## Histoire
Ce terrane fait partie initialement du superterrane hunnique comprenant notamment le terrane ibérique proche de l'Armorica (Abréviation Am sur la reconstruction paléogéographique).
Les roches composant l'Iberia datent du Protérozoïque et sont issues du cycle cadomien. Situé à l'origine à la périphérie du Gondwana, approximativement contre l'actuel Sahara occidental, il s'en est détaché au Silurien et forme alors un microcontinent. Il entre ensuite en collision avec la Laurussia au Dévonien. Celui du Sud-Portugal est entré en collision avec l'Iberia au cours de l'orogenèse hercynienne en formant la cordillère ibérique centrale.